# Hikaru Mita
Hikaru Mita (三田 光 Mita Hikaru?), född 1 augusti 1981 i Tokyo prefektur, är en japansk före detta fotbollsspelare.
Mita började sin karriär 2000 i FC Tokyo. Efter FC Tokyo spelade han för Albirex Niigata, Vegalta Sendai, Shonan Bellmare, Tokushima Vortis och FC Gifu. Han avslutade karriären 2012.